# Hamgyong Sul
Hamgyong Sul (Hamgyŏng-nam-do; 咸鏡南道; 함경 남도) é uma província da Coreia do Norte.

## Origem
A província foi formada em 1986 a partir da metade sul da província de Hamgyŏng, permanecendo uma província da Coreia até 1945, tornando-se, então, da Coreia do Norte. Sua capital é Hamhŭng.

## Geografia
A província faz fronteira com Ryanggang ao norte, Hamgyŏng Norte ao nordeste, Kangwŏn ao sul e P'yŏngan Sul ao oeste. Ao leste da província está o mar do Japão (mar leste da Coreia).

## Divisões administrativas
Hamgyŏng Sul é dividida em 4 cidades ("Si"), 2 distritos (1 "Ku" ou "Gu" e 1 "Chigu")e 15 condados ("Kun").

### Cidades
- Hamhŭng-si (함흥시; 咸興市)
- Sinp'o-si (신포시; 新浦市)
- Tanch'ŏn-si (단천시; 端川市)

### Distritos
- Sudong-ku (수동구; 水洞區)
- Kŭmho-chigu (금호지구; 琴湖地區)

### Condados
- Changjin-gun (장진군; 長津郡)
- Chŏngp'yŏng-gun (정평군; 定平郡)
- Hamju-gun (함주군; 咸州郡)
- Hŏch'ŏn-gun (허천군; 虛川郡)
- Hongwŏn-gun (홍원군; 洪原郡)
- Kowŏn-gun (고원군; 高原郡)
- Kŭmya-gun (금야군; 金野郡)
- Pujŏn-gun (부전군; 赴戰郡)
- Pukch'ŏng-gun (북청군; 北靑郡)
- Ragwŏn-gun (락원군; 樂園郡)
- Riwŏn-gun (리원군; 利原郡)
- Sinhŭng-gun (신흥군; 新興郡)
- Tŏksŏng-gun (덕성군; 德城郡)
- Yŏnggwang-gun (영광군; 榮光郡)
- Yodŏk-gun (요덕군; 耀德郡)